# ボールライトニング (競走馬)
ボールライトニング（英:Ball Lightning、2013年4月21日 - ）は、日本の競走馬、乗馬である。主な勝ち鞍は、2015年の京王杯2歳ステークス（GII）。
北海道や九州産ではなく、本州・栃木県産馬として、無敗の2連勝で重賞勝利を達成。3歳春に骨折を発症したが、競走馬リハビリテーションセンターにて約半年間リハビリテーションを行い、競走馬として復帰。それから約2年後、6歳で3勝目を挙げた。
半姉に2008年の小倉2歳ステークス（JpnIII）を制したデグラーティア（父:フジキセキ）。
馬名の意味は、「火の玉」。

## 経歴

### デビュー前
2013年4月21日、GI級優勝馬であるナスノコトブキ、ナスノチグサを生産した栃木県の那須野牧場にて生まれる。
グリーンファームが保有し、1口あたり7.5万円の200口、総額1,500万円という条件にて募集される。募集時のパンフレットには「後躯や肩にみっしりと筋肉がついた馬体は、まさに父ダイワメジャー譲り」や「2歳戦から古馬戦まで、長くお楽しみをいただける競走馬に育ちそう」という売り文句が附されている。
チェスナットファーム、ノーザンファーム空港牧場にて初期馴致、育成を行った。ノーザンファーム空港牧場では、ノーザンファーム生産馬の同世代よりも遅く入厩したが、騎乗育成を始めると、先に進めていた同世代のペースに追いついたという。父であるダイワメジャー由来の前向きさ、集中力の高さを持つゆえに、調教のピッチが上昇し、順調に育成が行われた。2歳となった2015年7月上旬にトレーニングセンターに移る構想も存在したものの、夏の暑さを考慮し自重、トレーニングセンターへの移動は、8月下旬まで延期することとなった。ノーザンファームしがらきで検疫を行った後、9月4日に栗東トレーニングセンター、宮本博調教師のもとに預けられた。入厩後のゲート試験も1回で合格し、デビューに向け、調整が続けられた。

### 競走馬時代

#### 2歳（2015年 - ）
10月12日、京都競馬場の新馬戦（芝1400m）に浜中俊とともに単勝1番人気で出走、好位からほぼ馬なりのままボーサンシーに1馬身2分の1離してデビュー戦で勝利を挙げる。浜中は「しっかりゲートを出てくれる」ことから半姉のデグラーティア（父:フジキセキ）に似ているとし、牡馬のため「いい意味でズブさがある」ことから距離を延ばしても大丈夫であると判断した。
続いて11月7日、京王杯2歳ステークス（GII）に福永祐一が騎乗予定であった。しかし、前週のスワンステークス（GII）にてローブティサージュから落馬、右肩鎖関節脱臼、右鎖骨剥離骨折のために京王杯2歳ステークスでの騎乗が不可能となり、代わりに蛯名正義を鞍上に起用し参戦することとなった。単勝オッズ5.7倍の2番人気の評価を受けて発走。逃げるレッドラウダ、キングライオンを前方に見据えた3、4番手の好位を最終第4コーナーに至るまで保ち、第4コーナーの入り口にて逃げるレッドラウダ、内から位置を上げたサイモンゼーレに並びかけた。最後の直線にて並んだその他2頭は後退し先頭に立ち、後方から差し切りを狙ったアドマイヤモラール、1番人気シャドウアプローチの追い上げを封じて勝利。2連勝、重賞初勝利を果たした。栃木県産馬の重賞勝利は1984年のグレード制導入以降で8頭目であり、2008年の小倉2歳ステークス（JpnIII）を制したデグラーティア以来7年ぶりであった。蛯名は、「距離は2000メートルまで大丈夫」と回顧した。

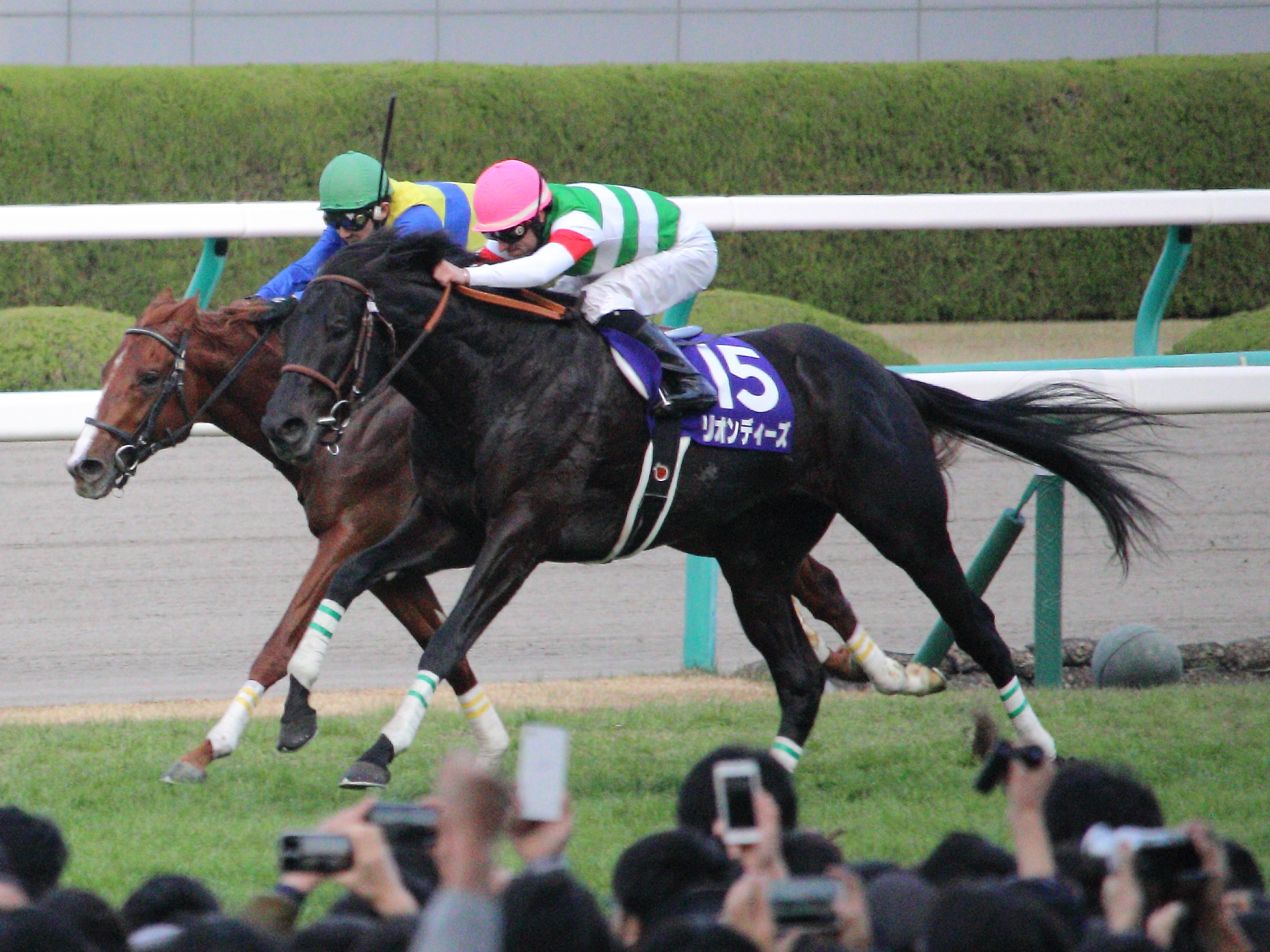
リオンディーズ

続いて12月20日の朝日杯フューチュリティステークス（GI）で初めてGIに参戦し、単勝オッズ13.8倍の4番人気に推されたが、優勝したリオンディーズから1.4秒離された11着と敗退した。蛯名は行きっぷりが悪く進まなかったとし、明確な敗因を挙げることができなかった。レースから5日後、ノーザンファームしがらきへ放牧へ出された。

#### 3歳（2016年）

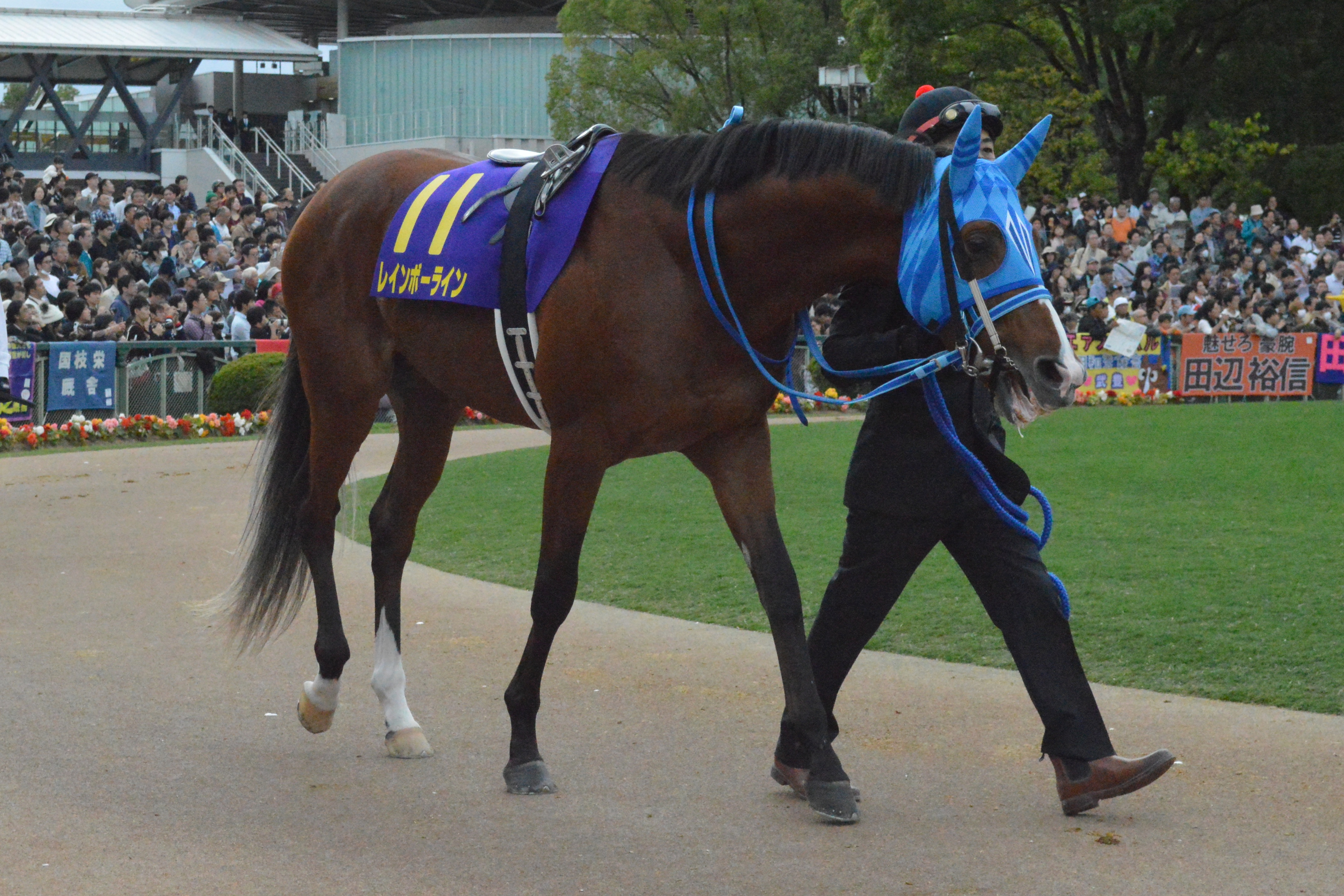
レインボーライン

ノーザンファームしがらきでの放牧を終えて帰厩し、2月27日のアーリントンカップ（GIII）に、落馬による負傷で京王杯2歳ステークスに騎乗できなかった福永とのコンビを再結成して参戦。単勝オッズ4.9倍の2番人気の支持を受けて出走した。後方9.10番手で進み、追い上げを試みるが伸びず、勝利したレインボーラインから0.2秒離された8着に敗れた。福永は逃げ馬の後ろから好位で進むつもりだったが、先行する馬についていくことができなかったという。

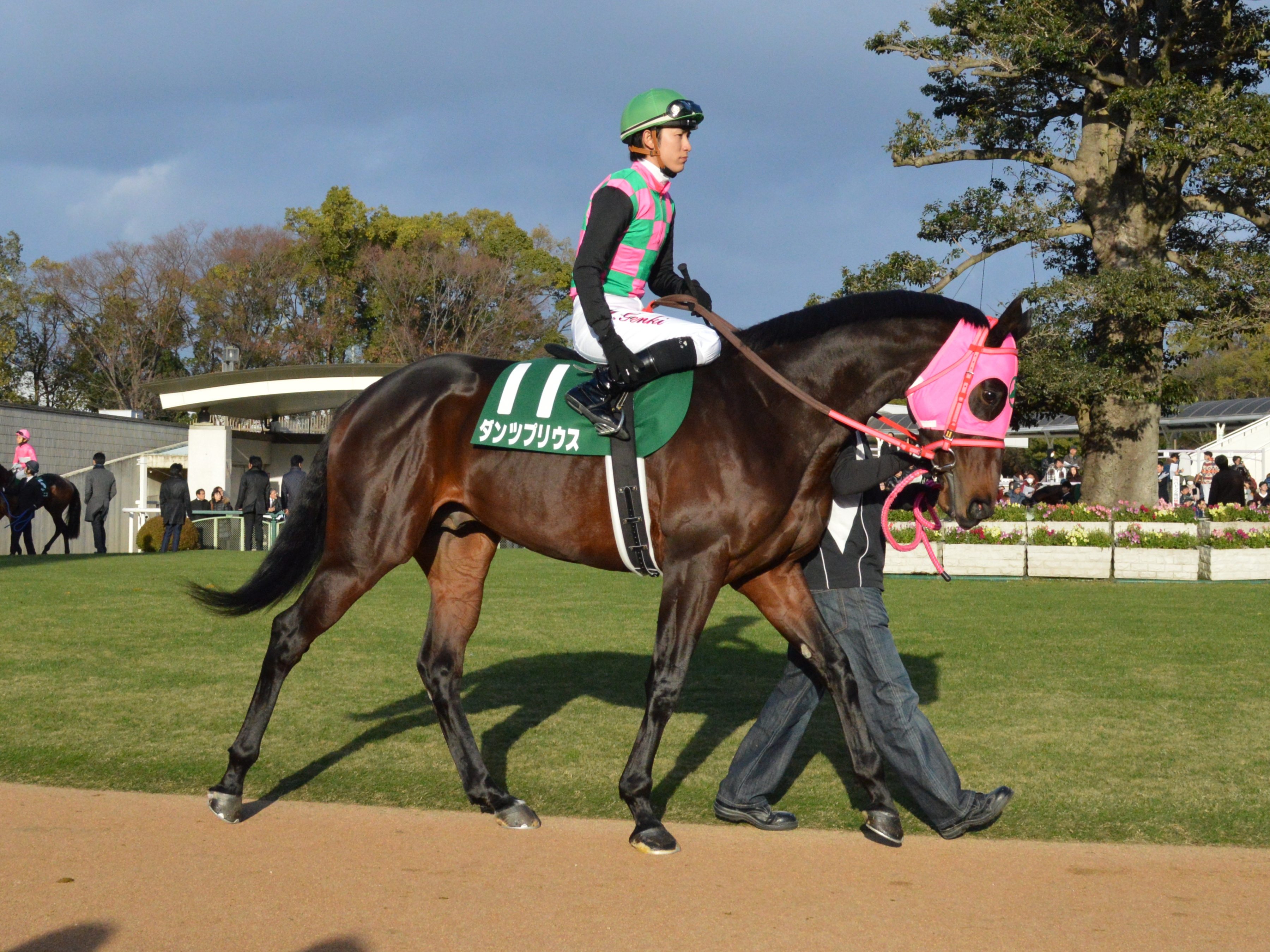
ダンツプリウス

短期放牧をこなし、NHKマイルカップのトライアル競走であるニュージーランドトロフィー（GII）に参戦。宮本は前回、前々回不発に終わった阪神競馬場での出走から、今回の中山競馬場での出走による「コース替わり」に期待していた。鞍上は蛯名に戻り、単勝オッズ9.0倍の5番人気の評価で出走。スタートから中団に位置し、最終第4コーナーでは馬場の外側3.4番手から進出を試みたが、後退し馬群に沈み、勝利したダンツプリウスから1.2秒離された12着に敗退。蛯名によれば、道中の後躯（トモ脚）の落鉄により、バランスを崩し本来の走りを見せることができなかったという。レース後、獣医師の診察を受けたところ、蹄鉄の外れた右後ろ脚（右トモ）は筋肉痛だったが、もう片方の外れていない右前脚の第1指骨剥離骨折が判明し、全治に3か月以上かかる診断を受けた。次走にNHKマイルカップを予定したものの、断念することとなった。4月14日、骨片除去手術に成功し、骨片を取り除いたが、全治に6か月相当であると判明。4月21日、治療のため、福島県いわき市の日本中央競馬会競走馬総合研究所・競走馬リハビリテーションセンター（常磐支所）に移動した。プール調教などリハビリが施されながら約半年過ごし、9月9日に競走馬リハビリテーションセンターを離れた。
ノーザンファームしがらき、厩舎で調整されたのち、11月13日のオーロカップ（OP）で戦線復帰し、勝利したナックビーナスと0.2秒差の5着、続けて12月17日のリゲルステークス（OP）で勝利したマイネルアウラートと0.2秒差の4着となった。

#### 4歳 - 5歳（2017年 - 2018年）
古馬となり、芝やダートのオープン競走、降級して1600万円以下（現:3勝クラス）の競走に参戦。2年間で12戦に出走したが、2着1回、3着2回が目立つ程度で、勝利を挙げることができなかった。

#### 6歳 - 7歳（2019年 - 2020年）
2019年1月27日の京都競馬場の飛鳥ステークス（1600万円以下）に松山弘平を鞍上に据えて出走。7頭立ての6番手から最後の直線に進入し、馬場の内側で粘る馬を差し切り、後続に1馬身4分の1離して久々の勝利を挙げた。再びオープンクラスに昇格。その後、芝のオープン競走、リステッド競走に8戦出走したものの勝利を挙げられなかった。最後の出走は、2020年6月28日、東京競馬場のパラダイスステークス（L）で、田中勝春騎乗で15着であった。

### 引退後
2020年7月4日付けでJRAの競走馬登録を抹消。馬事公苑（JRA馬事公苑宇都宮事業所）にて乗馬となる。

## 競走成績
以下の内容は、netkeiba.comの情報に基づく。
| 競走日     | 競馬場 | 競走名            | 格       | 距離（馬場）  | 頭 数 | 枠 番 | 馬 番 | オッズ （人気） | 着順 | タイム （上り3F） | 着差 | 騎手          | 斤量 [kg] | 1着馬（2着馬）         | 馬体重 [kg] |
| ---------- | ------ | ----------------- | -------- | ------------- | ----- | ----- | ----- | --------------- | ---- | ----------------- | ---- | ------------- | --------- | ---------------------- | ----------- |
| 2015.10.12 | 京都   | 2歳新馬           |          | 芝1400m（良） | 17    | 2     | 4     | 002.50（1人）   | 01着 | R1:23.8（34.4）   | -0.2 | 0浜中俊       | 55        | （ボーサンシー）       | 510         |
| 0000.11.07 | 東京   | 京王杯2歳S        | GII      | 芝1400m（良） | 18    | 8     | 18    | 005.70（2人）   | 01着 | R1:22.6（33.4）   | -0.2 | 0蛯名正義     | 55        | （アドマイヤモラール） | 504         |
| 0000.12.20 | 阪神   | 朝日杯FS          | GI       | 芝1600m（良） | 16    | 5     | 9     | 013.80（4人）   | 11着 | R1:35.8（35.4）   | -1.4 | 0蛯名正義     | 55        | リオンディーズ         | 506         |
| 2016.02.27 | 阪神   | アーリントンC     | GIII     | 芝1600m（良） | 14    | 3     | 5     | 004.90（2人）   | 08着 | R1:34.3（34.6）   | -0.2 | 0福永祐一     | 57        | レインボーライン       | 510         |
| 0000.04.09 | 中山   | NZT               | GII      | 芝1600m（良） | 16    | 7     | 14    | 009.00（5人）   | 12着 | R1:35.1（36.0）   | -1.2 | 0蛯名正義     | 56        | ダンツプリウス         | 504         |
| 0000.11.13 | 東京   | オーロC           | OP       | 芝1400m（良） | 18    | 3     | 6     | 023.10（9人）   | 05着 | R1:21.8（33.5）   | -0.2 | 0大野拓弥     | 54        | ナックビーナス         | 504         |
| 0000.12.17 | 阪神   | リゲルS           | OP       | 芝1600m（良） | 17    | 8     | 16    | 007.90（5人）   | 04着 | R1:35.0（34.5）   | -0.2 | 0A.アッゼニ   | 55        | マイネルアウラート     | 506         |
| 2017.05.14 | 京都   | 栗東S             | OP       | ダ1400m（重） | 16    | 2     | 4     | 011.30（4人）   | 05着 | R1:23.5（35.5）   | -0.9 | 0藤岡佑介     | 55        | サイタスリーレッド     | 514         |
| 0000.06.03 | 東京   | 麦秋S             | 1600万下 | ダ1400m（良） | 16    | 1     | 1     | 007.20（4人）   | 13着 | R1:25.6（37.4）   | -2.1 | 0蛯名正義     | 57        | ベストマッチョ         | 506         |
| 0000.06.24 | 阪神   | 垂水S             | 1600万下 | 芝1800m（良） | 9     | 8     | 8     | 036.20（6人）   | 07着 | R1:45.5（33.7）   | -1.0 | 高倉稜        | 57        | シルバーステート       | 514         |
| 0000.10.14 | 東京   | 白秋S             | 1600万下 | 芝1400m（稍） | 10    | 7     | 7     | 013.40（6人）   | 07着 | R1:22.3（33.9）   | -0.4 | 0蛯名正義     | 57        | ビップライブリー       | 514         |
| 0000.11.05 | 京都   | 長岡京S           | 1600万下 | 芝1600m（良） | 7     | 5     | 5     | 020.60（5人）   | 02着 | R1:34.3（33.8）   | -0.1 | 0藤岡佑介     | 57        | ムーンクエイク         | 518         |
| 0000.11.26 | 京都   | 渡月橋S           | 1600万下 | 芝1400m（良） | 15    | 3     | 5     | 011.10（5人）   | 08着 | R1:22.2（34.7）   | -0.7 | A.シュタルケ  | 57        | モズアスコット         | 518         |
| 2018.03.04 | 阪神   | 武庫川S           | 1600万下 | 芝1600m（良） | 10    | 7     | 8     | 010.10（4人）   | 03着 | R1:33.6（33.5）   | -0.0 | 0D.バルジュー | 57        | ヒーズインラブ         | 528         |
| 0000.03.25 | 阪神   | 六甲S             | OP       | 芝1600m（良） | 10    | 8     | 9     | 009.10（5人）   | 03着 | R1:33.2（34.1）   | -0.3 | 0D.バルジュー | 56        | ロジクライ             | 524         |
| 0000.05.06 | 東京   | 湘南S             | 1600万下 | 芝1600m（良） | 12    | 8     | 11    | 004.50（3人）   | 09着 | R1:34.6（33.4）   | -0.7 | 0内田博幸     | 57        | レッドオルガ           | 518         |
| 0000.09.09 | 阪神   | ムーンライトH     | 1600万下 | 芝1800m（稍） | 11    | 2     | 2     | 013.20（6人）   | 08着 | R1:48.1（35.1）   | -1.1 | 0藤岡佑介     | 57        | ヴァフラーム           | 526         |
| 0000.10.08 | 京都   | 長岡京S           | 1600万下 | 芝1600m（良） | 8     | 8     | 8     | 011.90（4人）   | 04着 | R1:35.0（34.1）   | -0.9 | 0松山弘平     | 57        | ソーグリッタリング     | 520         |
| 0000.11.04 | 京都   | 清水S             | 1600万下 | 芝1600m（良） | 8     | 4     | 4     | 013.90（5人）   | 06着 | R1:35.2（33.7）   | -0.3 | 0藤岡佑介     | 57        | フローレスマジック     | 520         |
| 2019.01.27 | 京都   | 飛鳥S             | 1600万下 | 芝1800m（良） | 7     | 4     | 4     | 013.30（5人）   | 01着 | R1:48.0（34.3）   | -0.2 | 0松山弘平     | 57        | （モーヴサファイア）   | 532         |
| 0000.03.03 | 阪神   | 大阪城S           | L        | 芝1800m（良） | 15    | 6     | 10    | 015.70（6人）   | 06着 | R1:46.6（34.7）   | -0.5 | 0松山弘平     | 55        | スピリッツミノル       | 526         |
| 0000.03.24 | 阪神   | 六甲S             | L        | 芝1600m（良） | 17    | 4     | 7     | 020.80（7人）   | 10着 | R1:34.6（33.8）   | -0.7 | 0鮫島良太     | 56        | ソーグリッタリング     | 524         |
| 0000.08.25 | 小倉   | 小倉日経OP        | OP       | 芝1800m（良） | 13    | 5     | 7     | 028.4（10人）   | 09着 | R1:47.0（35.0）   | -0.6 | 0西村淳也     | 56        | アロハリリー           | 516         |
| 0000.09.29 | 阪神   | ポートアイランドS | L        | 芝1600m（良） | 15    | 3     | 4     | 083.7（13人）   | 12着 | R1:34.0（35.1）   | -1.3 | 0中谷雄太     | 56        | ロードマイウェイ       | 514         |
| 2020.01.18 | 中山   | ニューイヤーS     | L        | 芝1600m（稍） | 16    | 4     | 7     | 249.6（16人）   | 14着 | R1:37.0（36.5）   | -1.2 | 0武藤雅       | 56        | ジャンダルム           | 528         |
| 0000.05.09 | 新潟   | 谷川岳S           | L        | 芝1600m（良） | 16    | 2     | 4     | 240.2（16人）   | 09着 | R1:34.1（33.3）   | -0.6 | 0荻野琢真     | 56        | アストラエンブレム     | 524         |
| 0000.05.16 | 京都   | 都大路S           | L        | 芝1800m（重） | 14    | 4     | 6     | 127.2（14人）   | 14着 | R1:50.6（36.6）   | -2.4 | 0荻野琢真     | 56        | ベステンダンク         | 524         |
| 0000.06.28 | 東京   | パラダイスS       | L        | 芝1400m（不） | 16    | 7     | 13    | 168.3（16人）   | 15着 | R1:25.1（36.6）   | -1.7 | 0田中勝春     | 54        | アルーシャ             | 514         |

## 血統表
| ボールライトニングの血統    | ボールライトニングの血統                             | ボールライトニングの血統      | （血統表の出典）              | （血統表の出典）    |
| 父系                        | サンデーサイレンス系                                 | サンデーサイレンス系          | サンデーサイレンス系          | [ § 2 ]             |
| 父 ダイワメジャー 2001 栗毛 | 父の父*サンデーサイレンス Sunday Silence 1986 青鹿毛 | Halo                          | Hail to Reason                | Hail to Reason      |
| 父 ダイワメジャー 2001 栗毛 | 父の父*サンデーサイレンス Sunday Silence 1986 青鹿毛 | Halo                          | Cosmah                        |                     |
| 父 ダイワメジャー 2001 栗毛 | 父の父*サンデーサイレンス Sunday Silence 1986 青鹿毛 | Wishing Well                  | Understanding                 | Understanding       |
| 父 ダイワメジャー 2001 栗毛 | 父の父*サンデーサイレンス Sunday Silence 1986 青鹿毛 | Wishing Well                  | Mountain Flower               |                     |
| 父 ダイワメジャー 2001 栗毛 | 父の母スカーレットブーケ 1988 栗毛                   | *ノーザンテースト             | Northern Dancer               | Northern Dancer     |
| 父 ダイワメジャー 2001 栗毛 | 父の母スカーレットブーケ 1988 栗毛                   | *ノーザンテースト             | Lady Victoria                 |                     |
| 父 ダイワメジャー 2001 栗毛 | 父の母スカーレットブーケ 1988 栗毛                   | *スカーレットインク           | Crimson Satan                 | Crimson Satan       |
| 父 ダイワメジャー 2001 栗毛 | 父の母スカーレットブーケ 1988 栗毛                   | *スカーレットインク           | Consentida                    |                     |
| 母 *デフィニット 1997 鹿毛  | 母の父*デヒア Dehere 1991 鹿毛 アメリカ              | Deputy Minister               | Vice Regent                   | Vice Regent         |
| 母 *デフィニット 1997 鹿毛  | 母の父*デヒア Dehere 1991 鹿毛 アメリカ              | Deputy Minister               | Mint Copy                     |                     |
| 母 *デフィニット 1997 鹿毛  | 母の父*デヒア Dehere 1991 鹿毛 アメリカ              | Sister Dot                    | Secretariat                   | Secretariat         |
| 母 *デフィニット 1997 鹿毛  | 母の父*デヒア Dehere 1991 鹿毛 アメリカ              | Sister Dot                    | Sword Game                    |                     |
| 母 *デフィニット 1997 鹿毛  | 母の母Hiroo Garden 1991                              | Caerleon                      | Nijinsky                      | Nijinsky            |
| 母 *デフィニット 1997 鹿毛  | 母の母Hiroo Garden 1991                              | Caerleon                      | Foreseer                      |                     |
| 母 *デフィニット 1997 鹿毛  | 母の母Hiroo Garden 1991                              | Sweeping                      | *インデェアンキング           | *インデェアンキング |
| 母 *デフィニット 1997 鹿毛  | 母の母Hiroo Garden 1991                              | Sweeping                      | Glancing                      |                     |
| 母系(F-No.)                 | (FN:4-k)                                             | (FN:4-k)                      | (FN:4-k)                      | [ § 3 ]             |
| 5代内の近親交配             | Northern Dancer 4×5･5=12.50％                        | Northern Dancer 4×5･5=12.50％ | Northern Dancer 4×5･5=12.50％ | [ § 4 ]             |
| 出典                        | 1. 2. 3. 4.                                          | 1. 2. 3. 4.                   | 1. 2. 3. 4.                   | 1. 2. 3. 4.         |